# Guido A. Zäch
Guido A. Zäch, né le 1er octobre 1935 à Häggenschwil, est une personnalité politique suisse du parti démocrate-chrétien. Il habite à Zofingue dans le canton d'Argovie.

## Biographie
Après avoir obtenu sa maturité fédérale type A et fait ses études de médecine à Bâle, il est assistant puis médecin en chef à l'hôpital universitaire de Bâle. Il dirige le Centre suisse pour paraplégiques de Bâle de 1973 à 1989 et est le fondateur, médecin-chef et directeur du Centre suisse de paraplégiques de Nottwil et le président de la Fondation suisse pour paraplégiques jusqu'en 2007.
En 1984 il est élu député au grand conseil de Bâle-Ville. Il garde son poste jusqu'en 1988 où il se présente, et est élu l'année suivante, comme conseiller national représentant du canton d'Argovie.
En 2002, Guido A. Zäch est inculpé par le ministère public bâlois « d'abus de confiance et de gestion déloyales multiples » pour avoir fait perdre plus de 60 millions de francs à la Fondation pour paraplégiques. Une partie de cet argent aurait été utilisée à des fins d'enrichissement personnel.
En 2003, il est condamné par le tribunal correctionnel de Bâle-Ville à deux ans de prison ferme pour « gestion déloyale »,,. Cependant, les deux parties étant insatisfaites par ce verdict, la défense et l'accusation décident d'introduire un recours. Guido Zäch écopera finalement en 2005 de 16 mois de prison avec sursis.